# Vailima
Vailima est un village samoan situé dans le district de Tuamasaga. Le village se trouve à quatre kilomètres de Apia, la capitale des Samoa. En 2009, il comptait 762 habitants. C'est le dernier lieu de résidence de Robert Louis Stevenson.

## Étymologie
Le nom Vailima signifie « eau dans la main », selon un vieux conte samoan. Une femme donnait de l'eau (vai) dans sa main (lima) pour aider son compagnon assoiffé. Une interprétation erronée largement citée affirme que le nom signifie "cinq eaux", car le mot lima signifie à la fois main et cinq en samoan.

## Liens avecRobert Louis Stevenson
Le village est surtout connu pour être le lieu de la dernière résidence de Robert Louis et Fanny  Stevenson, appelée "Villa Vailima", qui est aujourd'hui le musée Robert Louis Stevenson. Le domaine a eu un passé varié puisqu'il a servi de résidence au gouverneur des Samoa allemandes, à l'administrateur de l'autorité mandataire néo-zélandaise et au chef d'État samoan. En 1909, Lagi von Ballestrem, fille du diplomate allemand Wilhelm Solf , est née dans la villa. C'est aujourd'hui un musée en l'honneur de Stevenson et a été considérablement restauré.
Stevenson est enterré dans une tombe sur le Mont Vaea qui surplombe Vailima. Il avait deux souhaits pour son enterrement, être enterré au sommet du Mont Vaea et être enterré avec ses bottes car il les utilisait pour marcher sur les terres samoanes. Sa femme, Fanny Stevenson née Vandegrift, est enterrée à ses côtés.